# Bornu
Bornu was een Afrikaans koninkrijk dat bestond van 1381 tot 1893. Het grondgebied besloeg het noordoosten van het tegenwoordige Nigeria (de staat Borno) alsmede delen van Tsjaad, Niger en Kameroen.
Het land kwam voort uit het koninkrijk Kanem, nadat de Sefuwa-dynastie uit Kanem was verdreven en de staat Bornu stichtte. In de loop van de eeuwen werd Bornu steeds machtiger en wist het een deel van het grondgebied van het vroegere Kanem te heroveren.
In het begin van de 19e eeuw raakte Bornu in verval. De Fulbe van het Kalifaat Sokoto veroverden in 1808 de hoofdstad Ngazargamu, waardoor er noodgedwongen een nieuwe hoofdstad moest worden gesticht (Kukawa). Door een burgeroorlog kwam er in 1846 een einde aan de lange heerschappij van de Sefuwa's en werd voor het eerst een niet-Sefuwa koning. In de daaropvolgende jaren raakte het rijk verder in verval ten gevolge van slecht bestuur en aanvallen vanuit Ouaddaï. In 1893 werd het land uiteindelijk veroverd door Rabih az-Zubayr, die het gebied aan zijn rijk toevoegde.
Een belangrijk middel van bestaan van Bornu was de slavenhandel. Bornu had in de 16e eeuw een cavalerie van 3000 man die gebruikt werd om slaven buit te maken. De paarden werden gekocht met de opbrengst van de verkoop van slaven.